# 27 (zespół muzyczny)
27 – amerykański zespół rockowy załóżony w roku 1997 w Cambridge, Massachusetts, USA. Został założony przez Maria Christopher (były członek zespołu Dirt Merchants), i Ayal Naor. Styl muzyczny zespołu jest z reguły klasyfikowany jako rock lub indie rock. Zespół usilnie koncertował w XXI wieku po Europie, Ameryce Południowej i Japonii. Zespół jest zaprzyjaźniony z formacją Isis. Clifford Meyer z zespołu Isis napisał piosenkę zespołu 27 pt. "1001 Gods". Aaron Turner dodał riffy gitarowe do piosenki "April", a Jeff Caxide wspomagał wykonanie piosenki "Try". Maria Christopher i Ayal Naor wspomagali wykonanie piosenek zespołu Isis : "Weight", "Carry", i "The Beginning and the End", które znalazły się na albumie Oceanic. 27 wydali jeden ze swoich albumów za pośrednictwem Hydra Head Records, której właścicielem jest Aaron Turner, członek zespołu Isis.

## Członkowie zespołu

### Obecni członkowie
- Maria Christopher – wokal, gitara akustyczna
- Terri Christopher – perkusja
- Greg Moss – gitara basowa
- Ayal Naor – gitara, gitara basowa

### Byli członkowie
- Thos Niles
- Neil Coulon
- Jay Cannava

## Dyskografia[1]

### Albumy studyjne i EPki
- Songs from the Edge of the Wing (1999)
- Animal Life (2002)
- Let the Light In (2004)
- Split (2005)
- Holding on for Brighter Days (2007)

### Single
- "Angel's Share" (2001)
- "Try/Night" (2003)
- "A Million Years" (2007)
- "Another Hand b/w October Knows" (2008)